# Fakhronätverket
Fakhronätverket är ett släktbaserat kriminellt nätverk där många och ledande personer tillhör en släkt/klan med samma namn. Nätverket är en av de grupperingar som 2020 pekades ut i den så kallade klanrapporten från svenska polisens Nationella operativa avdelning. Att släktnamnet används som beteckning på det kriminella nätverket innebär inte att klanen som sådan är kriminell eller att alla dess medlemmar ingår i det kriminella nätverket.
Fakhroklanen tillhör folkgruppen mhallami och har sitt ursprung i Mardin-provinsen i Turkiet och Libanon. Klanen har cirka 800 medlemmar i Sverige och 95 procent av dem bor i Skåne (2006).
I Sverige har det kriminella Fakhronätverket sin mesta verksamhet i Malmö och Helsingborg, men även i Lund, Arlöv, Bjuv, Trelleborg, Borås och Göteborg. En stor del av medlemmarna har dömts för brott som mord, mordförsök, utpressningar, vapenbrott, grova narkotikabrott, grovt misshandel, grova penningtvättsbrott, grova bokföringsbrott samt grova bedrägerier. 2022 dömdes tre bröder Fakhro från Malmö för grovt bedägeri.
Släkten blev uppmärksammad för en långvarig släktfejd mellan två falanger inom Fakhroklanen som pågick åren 2006–2012 som bland annat omfattade flera mordförsök, fem rättegångar och ett femtiotal polisanmälningar.
Fakhronätverket finns också i Tyskland och har av de tyska myndigheterna klassificeras som "säkerhetsrelevant". Den är ett av de största släktbaserade kriminella nätverken i Berlin, där den kontrollerar narkotikahandeln inom ett område. Medlemmar finns även i Bremen och Hamburg. Utöver illegal vapenhandel, narkotikahandel och inbrott ska nätverket ha tjänat pengar på prostitution, penningtvätt och rån.

## Brott

### Grova bedrägerier och bluffbolag
År 2022 granskade SVT Malmöfamiljen Fakhro och har genom flera publiceringar visat hur personer i familjen bluffat till sig avtal där det har handlat om över 12 miljoner kronor genom falska CV och referenser samt falska fakturor. Sex bröder som tillhör Fakhroklanen i Malmö har drivit ett 20-tal bluffbolag och har lurat privatpersoner på hundratusentals kronor. Tidningen Kvällsposten granskade en gårdsbutik mellan Lund och Södra Sandby som inte verkade ha några anställda, ingen skatt som betalades, inga deklarationer, flera byggnationer gjorts utan bygglov och medlemmar i den utpekade famljen.
Den 3 juni 2022 häktades två bröder i Malmö och en tredje anhölls i sin frånvaro tillhörande Fakhroklanen misstänkta för grovt bedrägeri samt medhjälp till grovt bedrägeri. De tre bröderna dömdes den 5 augusti 2022 till tre års fängelse för grovt bedrägeri. Domen fastställdes av hovrätten i oktober 2022.
I Borås häktades den 3 maj 2022 två män som har koppling till Fakhroklanen, misstänkta för flera fall av grovt bedrägeri och grova penningtvättsbrott samt grova bokföringsbrott och utpressningar. Medlemmar ur Fakhroklanen i Borås har granskats av Borås Tidning efter att de polisanmälts för bland annat utpressningar och grova bedrägerier samt olaga hot och för att ha drivit flyttfirmor med falska ID-handlingar.  

### Släktfejden i Malmö
En lång och blodig konflikt inom två falanger av Fakhroklanen inträffade i Malmö mellan 2006 och 2012, det resulterade i flera skottlossningar och mordförsök. Flera slagsmål och grova överfall med knivar, machete och basebollträ samt flera mordbränder är kopplade till denna konflikt. Under denna tid beslagtogs flera skjutvapen av polisen. 2010 besköts två personer med ett automatvapen i en drive-by-skjutning men ingen blev träffad. Under denna period ska även runt 25 klanmedlemmar ha varit häktade och 50 polisanmälningar gjorts samt 5 rättegångar hållits kopplade till denna interna konflikt.[källa behövs]
Den 26 september 2011 fick polisen ingripa mot upplopp i familjen Fakhro i Malmö. Polisen sköt en 33-åring i benet. Sex personer greps misstänkta för bland annat grov misshandel och vapenbrott och flera av de gripna hade pistoler och knivar. 2012 fortsatte konflikten vid en sammandrabbning i Rosengård där runt 200 personer ska ha drabbat samman och slagits mot varandra.
Juli 2014 blev 3 personer beskjutna av en 29-årig man efter ett stort bråk i Hindby i Malmö, skottlossningen samt bråket hade en koppling till släktfejden mellan olika falanger inom Fakhroklanen. 

### Grova narkotikabrott
Flera personer med anknytning till Fakhroklanen greps i mitten av 2020 på väg till Helsingborg efter att ha smugglat 100 kg cannabis med hjälp av en lastbil. En 28-årig man med anknytning till Fakhroklanen blev stoppad av polisen efter att ha varit misstänkt för narkotikabrott, när polisen genomförde en husrannsakan hittade man flera skjutvapen.